# 楊學明 (香港)
楊學明，MH，民建聯黨員，曾任香港中西區區議會水街選區議員，現任中西區區議會地區委員會界別議員。

## 政治生涯
2015年區議會選舉，民主黨黃堅成宣布退休。由徒弟伍凱欣參選，對手是民建聯的楊學明。民建聯楊學明得票1,878票,以259票之差擊敗民主黨的伍凱欣（1,619票）當選。
2019年香港區議會選舉敗給維多利亞社區協會的何致宏，連任失敗。